# I gendarmi di Saint-Tropez
I gendarmi di Saint-Tropez è una serie di film francesi realizzati da Jean Girault.
Questa saga è composta da sei film:
- Una ragazza a Saint-Tropez (Le Gendarme de Saint-Tropez), uscito nel 1964,
- Tre gendarmi a New York (Le Gendarme à New York), uscito nel 1965,
- Calma ragazze, oggi mi sposo (Le Gendarme se marie), uscito nel 1968,
- 6 gendarmi in fuga (Le Gendarme en balade), uscito nel 1970,
- Il gendarme e gli extraterrestri (Le Gendarme et les Extraterrestres), uscito nel 1979,
- Le Gendarme et les gendarmettes, uscito nel 1982.

Gli attori principali sono Louis de Funès nel ruolo del maresciallo Ludovic Cruchot, Michel Galabru nel ruolo del maresciallo Jérôme Gerber, Jean Lefebvre nel ruolo di Lucien Fougasse, Christian Marin nel ruolo di Albert Merlot, Guy Grosso nel ruolo di Gaston Tricard, Michel Modo nel ruolo di Jules Berlicot, Maurice Risch nel ruolo di Beaupied, Jean-Pierre Rambal nel ruolo di Taupin e Patrick Préjean nel ruolo di Perlin.

## Personaggi

### I gendarmi principali
| Titoli          | Film                              | Film                           | Film                                | Film                      | Film                                    | Film                                   |
| Titoli          | Una ragazza a Saint-Tropez (1964) | Tre gendarmi a New York (1965) | Calma ragazze, oggi mi sposo (1968) | 6 gendarmi in fuga (1970) | Il gendarme e gli extraterrestri (1979) | Le Gendarme et les gendarmettes (1982) |
| --------------- | --------------------------------- | ------------------------------ | ----------------------------------- | ------------------------- | --------------------------------------- | -------------------------------------- |
| Ludovic Cruchot | Louis de Funès                    | Louis de Funès                 | Louis de Funès                      | Louis de Funès            | Louis de Funès                          | Louis de Funès                         |
| Jérôme Gerber   | Michel Galabru                    | Michel Galabru                 | Michel Galabru                      | Michel Galabru            | Michel Galabru                          | Michel Galabru                         |
| Gaston Tricard  | Guy Grosso                        | Guy Grosso                     | Guy Grosso                          | Guy Grosso                | Guy Grosso                              | Guy Grosso                             |
| Jules Berlicot  | Michel Modo                       | Michel Modo                    | Michel Modo                         | Michel Modo               | Michel Modo                             | Michel Modo                            |
| Lucien Fougasse | Jean Lefebvre                     | Jean Lefebvre                  | Jean Lefebvre                       | Jean Lefebvre             |                                         |                                        |
| Albert Merlot   | Christian Marin                   | Christian Marin                | Christian Marin                     | Christian Marin           |                                         |                                        |
| Beaupied        |                                   |                                |                                     |                           | Maurice Risch                           | Maurice Risch                          |
| Taupin          |                                   |                                |                                     |                           | Jean-Pierre Rambal                      |                                        |
| Perlin          |                                   |                                |                                     |                           |                                         | Patrick Préjean                        |

### Altri personaggi
| Titoli                 | Film                              | Film                           | Film                                | Film                      | Film                                    | Film                                   |
| Titoli                 | Una ragazza a Saint-Tropez (1964) | Tre gendarmi a New York (1965) | Calma ragazze, oggi mi sposo (1968) | 6 gendarmi in fuga (1970) | Il gendarme e gli extraterrestri (1979) | Le Gendarme et les gendarmettes (1982) |
| ---------------------- | --------------------------------- | ------------------------------ | ----------------------------------- | ------------------------- | --------------------------------------- | -------------------------------------- |
| Suor Clotilde          | France Rumilly                    | France Rumilly                 | France Rumilly                      | France Rumilly            | France Rumilly                          | France Rumilly                         |
| Josépha Cruchot        |                                   |                                | Claude Gensac                       | Claude Gensac             | Maria Mauban                            | Claude Gensac                          |
| Nicole Cruchot         | Geneviève Grad                    | Geneviève Grad                 | Geneviève Grad                      |                           |                                         |                                        |
| Signora Gerber         | Nicole Vervil                     | Nicole Vervil                  | Nicole Vervil                       | Nicole Vervil             | Micheline Bourday                       | Micheline Bourday                      |
| Il colonnello          |                                   |                                | Yves Vincent                        | Yves Vincent              | Jacques François                        | Jacques François                       |
| Berthier               |                                   |                                | René Berthier                       | René Berthier             | René Berthier                           | René Berthier                          |
| André-Hugues Boiselier | Claude Piéplu                     |                                |                                     |                           |                                         |                                        |
| Richard                | Daniel Cauchy                     |                                |                                     |                           |                                         |                                        |
| Émilie Lareine-Leroy   | Maria Pacôme                      |                                |                                     |                           |                                         |                                        |
| Jean-Luc               | Patrice Laffont                   |                                |                                     |                           |                                         |                                        |
| Franck Davis           |                                   | Alan Scott]                    |                                     |                           |                                         |                                        |
| Christine Rocourt      |                                   |                                |                                     |                           |                                         | Catherine Serre                        |
| Marianne Bonnet        |                                   |                                |                                     |                           |                                         | Babeth Étienne                         |
| Isabelle Leroy         |                                   |                                |                                     |                           |                                         | Sophie Michaud                         |
| Yo Macumba             |                                   |                                |                                     |                           |                                         | Nicaise Jean-Louis                     |

## I tecnici dei film
| Titoli         | Film                                            | Film                                            | Film                                            | Film                                            | Film                                            | Film                                            |
| Titoli         | Una ragazza a Saint-Tropez                      | Tre gendarmi a New York                         | Calma ragazze, oggi mi sposo                    | 6 gendarmi in fuga                              | Il gendarme e gli extraterrestri                | Le Gendarme et les gendarmettes                 |
| -------------- | ----------------------------------------------- | ----------------------------------------------- | ----------------------------------------------- | ----------------------------------------------- | ----------------------------------------------- | ----------------------------------------------- |
| Realizzatori   | Jean Girault                                    | Jean Girault                                    | Jean Girault                                    | Jean Girault                                    | Jean Girault                                    | Jean Girault                                    |
| Realizzatori   |                                                 |                                                 |                                                 |                                                 | Tony Aboyantz                                   |                                                 |
| Produttori     | Gérard Beytout                                  | Gérard Beytout                                  | Gérard Beytout                                  | Gérard Beytout                                  | Gérard Beytout                                  | Gérard Beytout                                  |
| Produttori     | René Pignères                                   |                                                 |                                                 |                                                 |                                                 |                                                 |
| Sceneggiatori  | Richard Balducci, Jean Girault, Jacques Vilfrid | Richard Balducci, Jean Girault, Jacques Vilfrid | Richard Balducci, Jean Girault, Jacques Vilfrid | Richard Balducci, Jean Girault, Jacques Vilfrid | Richard Balducci, Jean Girault, Jacques Vilfrid | Richard Balducci, Jean Girault, Jacques Vilfrid |
| Sceneggiatori  |                                                 |                                                 |                                                 | Gérard Beytout                                  |                                                 |                                                 |
| Sceneggiatori  |                                                 |                                                 |                                                 | Louis de Funès                                  |                                                 |                                                 |
| Fotografia     | Marc Fossard                                    | Edmond Séchan                                   | Marcel Grignon                                  | Pierre Montazel                                 | Marcel Grignon                                  | Jean Boffety                                    |
| Montaggio      | Jean-Michel Gautier                             | Albert Jurgenson                                | Jean-Michel Gautier                             | Armand Psenny                                   | Michel Lewin                                    | Michel Lewin                                    |
| Compositori    | Raymond Lefèvre                                 | Raymond Lefèvre                                 | Raymond Lefèvre                                 | Raymond Lefèvre                                 | Raymond Lefèvre                                 | Raymond Lefèvre                                 |
| Paese          | Francia                                         | Francia                                         | Francia                                         | Francia                                         | Francia                                         | Francia                                         |
| Genere         | Commedia                                        | Commedia                                        | Commedia                                        | Commedia                                        | Commedia                                        | Commedia                                        |
| Genere         |                                                 |                                                 |                                                 | Fantascienza                                    |                                                 |                                                 |
| Genere         |                                                 |                                                 |                                                 |                                                 | Poliziesco                                      |                                                 |
| Data di uscita | 1964                                            | 1965                                            | 1968                                            | 1970                                            | 1979                                            | 1982                                            |

## Doppiatori italiani
Di seguito sono riportati i doppiatori italiani dei film.
Del film Il gendarme e gli extraterrestri, regolarmente proiettato nelle sale italiane, non è più reperibile la versione doppiata. L'ultimo film è invece inedito nel mercato italiano.
| Titoli          | Film                              | Film                           | Film                                | Film                      | Film                                    | Film                                   |
| Titoli          | Una ragazza a Saint-Tropez (1964) | Tre gendarmi a New York (1965) | Calma ragazze, oggi mi sposo (1968) | 6 gendarmi in fuga (1970) | Il gendarme e gli extraterrestri (1979) | Le Gendarme et les gendarmettes (1982) |
| --------------- | --------------------------------- | ------------------------------ | ----------------------------------- | ------------------------- | --------------------------------------- | -------------------------------------- |
| Ludovic Cruchot | Carlo Baccarini                   | Carlo Romano                   | Stefano Sibaldi                     | Stefano Sibaldi           | ?                                       |                                        |
| Jérôme Gerber   | Giorgio Piazza                    | Sergio Tedesco                 | Sergio Tedesco                      | Ferruccio Amendola        | ?                                       |                                        |
| Gaston Tricard  | ?                                 | ?                              | Gianfranco Bellini                  | ?                         | ?                                       |                                        |
| Jules Berlicot  | Mario Mastria                     | ?                              | Claudio De Davide                   | ?                         | ?                                       |                                        |
| Lucien Fougasse | Nino Dal Fabbro                   | Ferruccio Amendola             | Oreste Lionello                     | ?                         |                                         |                                        |
| Albert Merlot   | Roberto Bertea                    | Gianfranco Bellini             | Ferruccio Amendola                  | Gianfranco Bellini        |                                         |                                        |
| Beaupied        |                                   |                                |                                     |                           | ?                                       |                                        |
| Taupin          |                                   |                                |                                     |                           | ?                                       |                                        |
| Perlin          |                                   |                                |                                     |                           |                                         |                                        |

## Settimo capitolo
In un'intervista del 24 gennaio 2008, Richard Balducci, sceneggiatore dei primi due film dei Gendarmi, rivela un sequel inedito della serie dei gendarmi, su cui ha lavorato con Louis de Funès: 
«Abbiamo iniziato a lavorare su una sceneggiatura che ruotava intorno alla storia di un gendarme perso nel triangolo delle Bermuda. Il lavoro è andato bene, ma purtroppo Louis ci ha lasciato prima che fosse realtà.» Alla domanda il film sarà realizzato senza la morte di Louis de Funès? Richard Balducci rispose «Sì, certo, nessun problema». Più tardi, ha aggiunto che questo progetto avrebbe dovuto essere il settimo capitolo della serie e probabilmente uscito nel 1984 per il 20º anniversario della serie. La sceneggiatura del progetto, intitolato Projet de scénario pour une suite au film Le Gendarme et les Extra-terrestres (lett. sceneggiatura di progetto per un sequel del film Il gendarme e gli extraterrestri spesso presentata come Le Gendarme et la vengeance des extraterrestres lett. Il Gendarme e la vendetta degli extra-terrestri), è stato trovato negli archivi dello scrittore Jean Halain e mette in scena il ritorno degli extra-terrestri. Il copione inizia sulla Passeggiata degli Inglesi a Nizza, nel carnevale "che illustra le recenti avventure della brigata di Saint-Tropez contro gli extra-terrestri" prima del ritorno di questi venuti per la loro vendetta. I gendarmi si trovano nel loro disco volante e si incontrano con il loro capo, che chiamano Le Grand Stratège o le Maître Souverain (lett. Grande Stratega o Maestro Sovrano) "un atleta a capo delle SS". Al loro ritorno sulla Terra, si depositano su un'isola del Triangolo delle Bermude "la zone diabolique des catastrophes et des disparitions" (lett. la zona diabolica del disastro e delle sparizioni)..., dopo un viaggio nel tempo, si ritrovano nel 1815 nel campo di battaglia di Waterloo, dove si incontrano l'imperatore. Per i 50 anni dall'uscita di Una ragazza a Saint-Tropez, Richard Balducci ci rende questa sintesi: «E c'era tanto traffico tra i pianeti che aveva deciso di inviare una brigata di mettere in ordine, le luci rosse, rendere il traffico... e abbiamo deciso di inviare la brigata di Saint-Tropez in orbita lassù. In questo tipo di capsula, Michel Galabru diventa matto con la paura e toccare su di esso. La capsula ruoterà in rotazione inversa della terra. In modo che tutti i tre minuti torni il giorno. Quando ritornano sulla Terra, che vedono un ragazzo su un cavallo bianco su una collina. Sono a Waterloo ed è l'imperatore».
Questo progetto sembra essere stato ben avviato in quanto la Storyboard era già finito. Questo viaggio nel tempo rivela in particolare le origini della famiglia Cruchots. Originario di Ardèche, il primo è Armand Cruchot, vissuto alla fine del vecchio regime. Suo figlio Ernest, del soldato della Grande Armata, accompagnato insieme a Napoleone in tutte le sue campagne, fino alla terribile battaglia di Waterloo. Ha sposato una certa Léontine ed è stato ri-mandato a Ardèche. Il loro figlio Armand, era un Guardiaparco nello stesso dipartimento e il loro piccolo figlio, Alphonse (padre di Ludovic Cruchot) fu un postino nella città di Gap. Balducci, che nello stesso periodo girava film con Jean Lefebvre, reintegrò addirittura il personaggio di Fougasse. Attualmente lo script è in mostra al Museo della gendarmeria di Saint-Tropez, che si trova nei locali della ex caserma della gendarmeria

## La scomparsa deiGendarmi
Dopo la morte del realizzatore e di Louis de Funès termina definitivamente la serie: l'attore muore il 27 gennaio 1983 qualche mese dopo all'uscita del film le Gendarme et les gendarmettes. 
Diciotto anni più tardi, è Guy Grosso, che aveva il ruolo del gendarme Tricart, muore, il 14 febbraio 2001. Qualche mese dopo, Jean-Pierre Rambal, aveva recitato nel penultimo film della serie, Il gendarme e gli extraterrestri, dove aveva interpretato il gendarme Taupin, muore il 18 settembre 2001. Tre anni dopo, Jean Lefebvre, che interpretò il gendarme Fougasse, muore per un Infarto miocardico acuto, a Marrakech in Marocco, il 9 luglio 2004. L'altro membro del duo Grosso et Modo, Michel Modo, che aveva il ruolo del gendarme Berlicot, muore di cancro il 25 settembre 2008. Christian Marin muore il 5 settembre 2012, all'età di 83 anni, poche settimane dopo aver completato la scrittura delle sue memorie. Michel Galabru resta quindi l'ultimo "gendarme" dei primi quattro film della saga ancora in vita; ha continuato la sua carriera di attore fino alla sua morte, avvenuta il 4 gennaio 2016 all'età di 93 anni.
Maurice Risch dove interpretò il gendarme Beaupied nel quinto e sesto film della saga e Patrick Préjean nel ruolo del gendarme Perlin nell'ultimo film, sono gli ultimi due "gendarmi" ancora in vita.